# Świece szabatowe

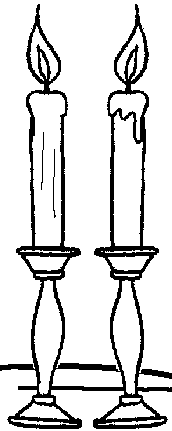
Świece szabatowe

Świece szabatowe (hebr. נרות שבת) – świece używane w żydowskim rytuale rozpoczynającym szabat, wynikającym z prawa rabinicznego.
Dwie świece lub więcej zapala się w piątkowy wieczór, 18 minut przed zachodem Słońca. Świec nie wolno zapalić po zachodzie, jednak można to zrobić wcześniej niż o wyznaczonym czasie. Do zapalenia świec po nastaniu święta musi być użyty ogień, który już się pali, ponieważ zakazane jest wzniecanie ognia poprzez np. zapalenie zapałki. W tej sytuacji wolno używać oraz przenosić płomień, który został zapalony przed rozpoczęciem szabatu i palił się nieprzerwanie. Pierwsza świeca symbolizuje pamiętanie o szabacie (Wj 20,8), a druga jego przestrzeganie (Pwt 5,12).
Obowiązek zapalenia świec zasadniczo przypada kobiecie, jednak nie jest ściśle związany z płcią i dotyczy zarówno kobiet, jak i mężczyzn. Kobiety zamężne zapalają przynajmniej dwie świece, wiele jednak dodaje także po jednej świeczce na każde swoje dziecko. Dziewczyna w domu swojej matki powinna zapalić tylko jedną świeczkę ze względu na szacunek dla niej. Jeśli kobieta z jakichś powodów nie może dopełnić tego rytuału albo gdy mężczyzna mieszka sam, wówczas to on zapala świece.
Świece szabatowe mogą być dowolnego rodzaju, a jedynym wymogiem jest ich wielkość – muszą być na tyle wysokie, aby paliły się przez całą wieczerzę szabatową. Zaleca się także, aby były koloru białego. Nie ma też wyznaczonego rodzaju świecznika, jednak zaleca się użycie dwóch osobnych lichtarzy. Świece powinny stać w widocznym miejscu i być zapalane na stole, przy którym spożywa się kolację. Jeżeli jest to niemożliwe, to powinny znajdować się w tym samym pomieszczeniu. Nie powinny być także przenoszone w inne miejsce aż do końca szabatu. Świece zawsze powinny wypalić się same – zakazane jest ich gaszenie. 

## Błogosławieństwo
Osoba, która zapala świece, rozpościera ręce nad płomieniami i okrężnymi ruchami przyciąga trzykrotnie ręce do siebie, przez co przyjmuje świętość szabatu. Następnie zasłania oczy i wypowiada błogosławieństwo:
ברוך אתה ה אלוקינו מלך העולם אשר קדשנו במצותיו וצונו להדליק נר של שבת
Baruch Ata Adonaj Eloheinu melech haolam aszer kidszanu bemicwotaw weciwanu lehadlik ner szel Szabat
Błogosławiony jesteś Ty, Haszem, nasz Bóg, Król Świata, który uświęcił nas swoimi przykazaniami i nakazał nam zapalać świecę na Szabat.
Wersja błogosławieństwa chasydów z Chabad-Lubawicz nieco różni się od oryginału, poprzez dodanie na końcu słowa kodesz (z hebr. święty):
ברוך אתה ה אלוקינו מלך העולם אשר קדשנו במצותיו וצונו להדליק נר של שבת קודש
Baruch Ata Adonaj Eloheinu melech haolam aszer kidszanu bemicwotaw weciwanu lehadlik ner szel Szabat kodesz
Błogosławiony jesteś Ty, Haszem, nasz Bóg, Król Świata, który uświęcił nas swoimi przykazaniami i nakazał nam zapalać świecę na święty Szabat.
Po wygłoszeniu błogosławieństwa odkrywa się oczy i spogląda na płomienie świec. Od tego momentu do zakończenia kiduszu osoby po bar i bat micwie nie mogą spożywać posiłków ani pić. W tym momencie przychodzi czas na pójście do synagogi na Kabalat Szabat oraz Maariw.
W judaizmie istnieje zasada, że wypowiedzenie błogosławieństwa poprzedza wykonanie micwy. W przypadku świec szabatowych jest zupełnie odwrotnie – najpierw zapala się świece, a następnie wypowiada błogosławieństwo. Jest to spowodowane tym, że kobieta, wypowiadając błogosławieństwo, przyjmuje na siebie szabat i nie może już wykonywać żadnych zakazanych czynności – to znaczy, gdyby najpierw wypowiedziała błogosławieństwo, nie mogłaby zapalić świec. W przypadku mężczyzn nie ma to znaczenia, ponieważ wypowiadając to błogosławieństwo nie przyjmują na siebie szabatu.